# Heidornita
La heidornita és un mineral de la classe dels borats. Rep el seu nom del Dr. alemany F. Heidorn, pel seu estudi científic dels dipòsits de Zechstein.

## Característiques
La heidornita és un borat de fórmula química Na₂Ca₃B₅O₈(SO₄)₂Cl(OH)₂. Cristal·litza en el sistema monoclínic. La seva duresa a l'escala de Mohs es troba entre 4 i 5.
Segons la classificació de Nickel-Strunz, la heidornita pertany a «06.EC - Filopentaborats» juntament amb els següents minerals: biringuccita, nasinita, gowerita, veatchita, volkovskita, tuzlaïta i brianroulstonita.

## Formació i jaciments
Va ser descoberta a la gran perforació Frenswegen 3, a Nordhorn, a la Baixa Saxònia (Alemanya). També a Alemanya ha estat descrita a la pedrera Kohnstein, a Niedersachswerfen, Harz (Turíngia). Es tracta dels dos únics indrets om ha estat trobada aquesta espècie mineral.